# موشک هوابه‌هوا

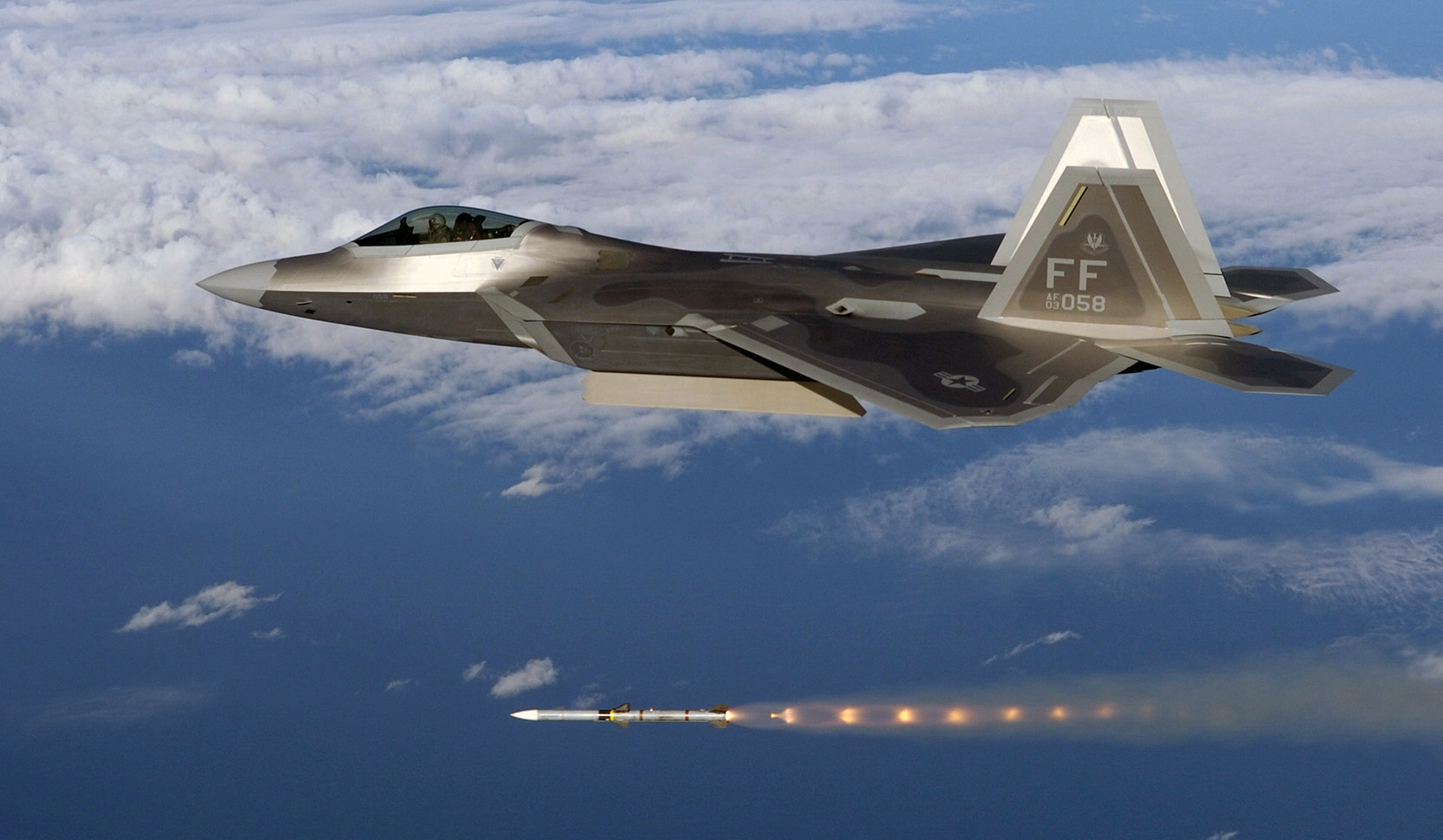
هواپیمای اف-۲۲ در حال شلیک موشک ایم-۱۲۰ آمرام

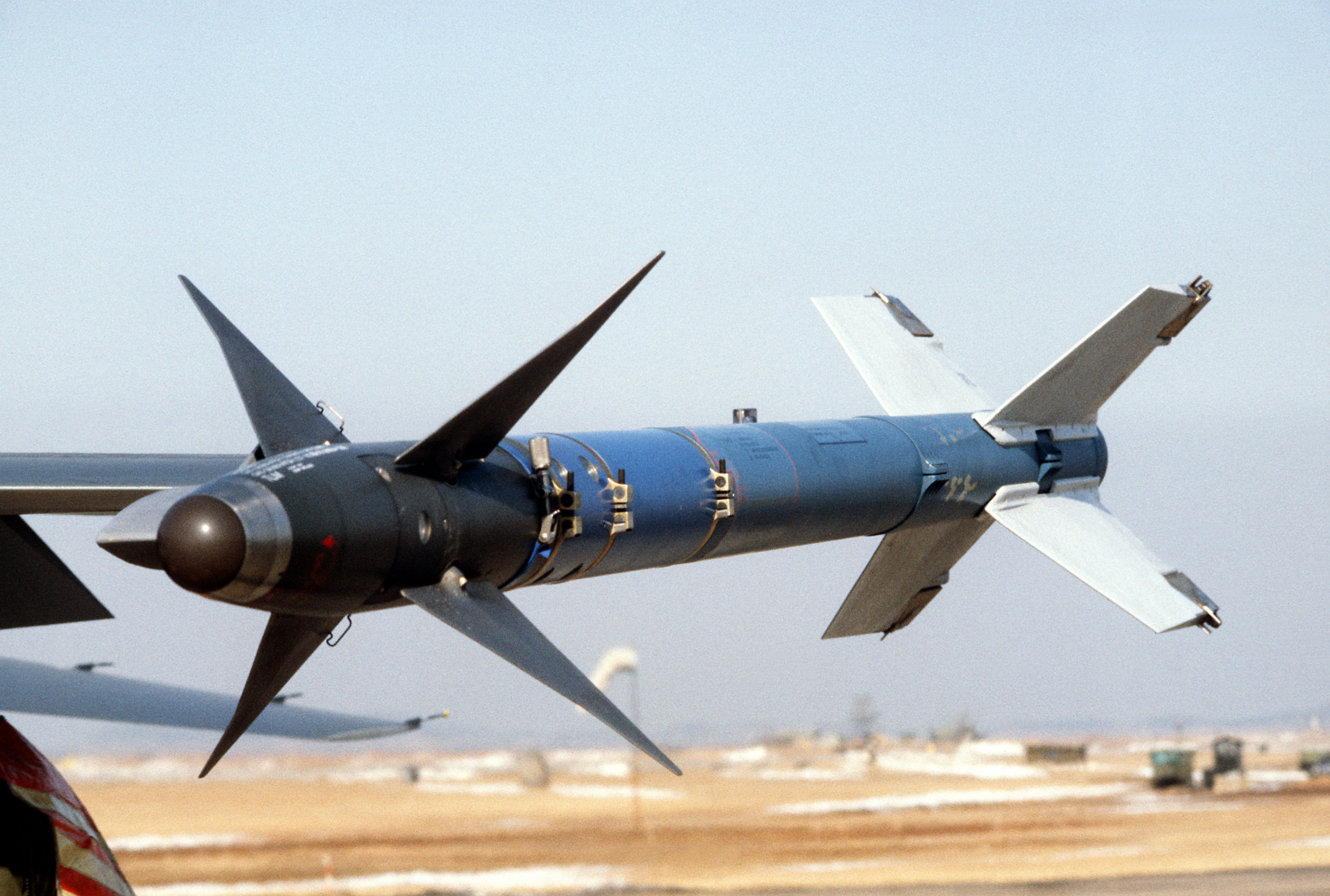
موشک کوتاه‌برد ایم-۹ سایدوایندر ال بر روی بال هواپیمای اف-۱۶

موشک هوابه‌هوا موشک هدایت‌شونده‌ای است که یک هواگرد جنگی برای نابود کردن یک هدف پرنده (هواپیما، بالگرد یا موشک‌های دیگر) از آن استفاده می‌کند. این نوع موشک‌ها به دو طبقه کلی تقسیم می‌شوند؛ موشک‌های با برد کمتر از ۳۰ کیلومتر که به موشک‌های کوتاه‌برد یا «در محدودهٔ میدان دید» معروف هستند و اغلب از سیستم آشیانه‌یابی فروسرخ (هدایت گرمایی) برای یافتن هدف استفاده می‌کنند و موشک‌های میان‌برد و دوربرد که به موشک‌های «فراتر از محدودهٔ میدان دید» معروف هستند و اغلب از هدایت راداری برای یافتن هدف استفاده می‌کنند

## پیشینه
استفاده از انواع راکت در زمان جنگ جهانی دوم به صورت همه‌گیر درآمد. به تدریج راکتها در هواپیماها هم استفاده شدند. اما از آنجا که این راکتها امکان تغییر مسیر پس از شلیک را نداشتند، فقط جهت انهدام اهداف زمینی از آن‌ها استفاده می‌شد. اما به دلیل گستردگی زیاد نبردهای هوایی در جنگ جهانی دوم، کلیه ارتش‌های درگیر به اهمیت استفاده از نوعی سلاح پیشرفته‌تر با قابلیت رهگیری اهداف هوایی پی‌بردند. پس از پایان جنگ جهانی، ایالات متحده در زمینه ساخت موشک‌های هوا به هوا سرمایه‌گذاری زیادی کرد و اولین نسل این موشک‌ها را تولید نمود. امروزه نیز به دلیل تولید گسترده این نوع موشک توسط ایالات متحده، موشک‌های ساخت این کشور به عنوان استاندارد جهت کشورهای عضو ناتو و ارتش‌های اروپایی و البته بسیاری دیگر از ارتش‌های دنیا پذیرفته شده‌است.

## هدایت

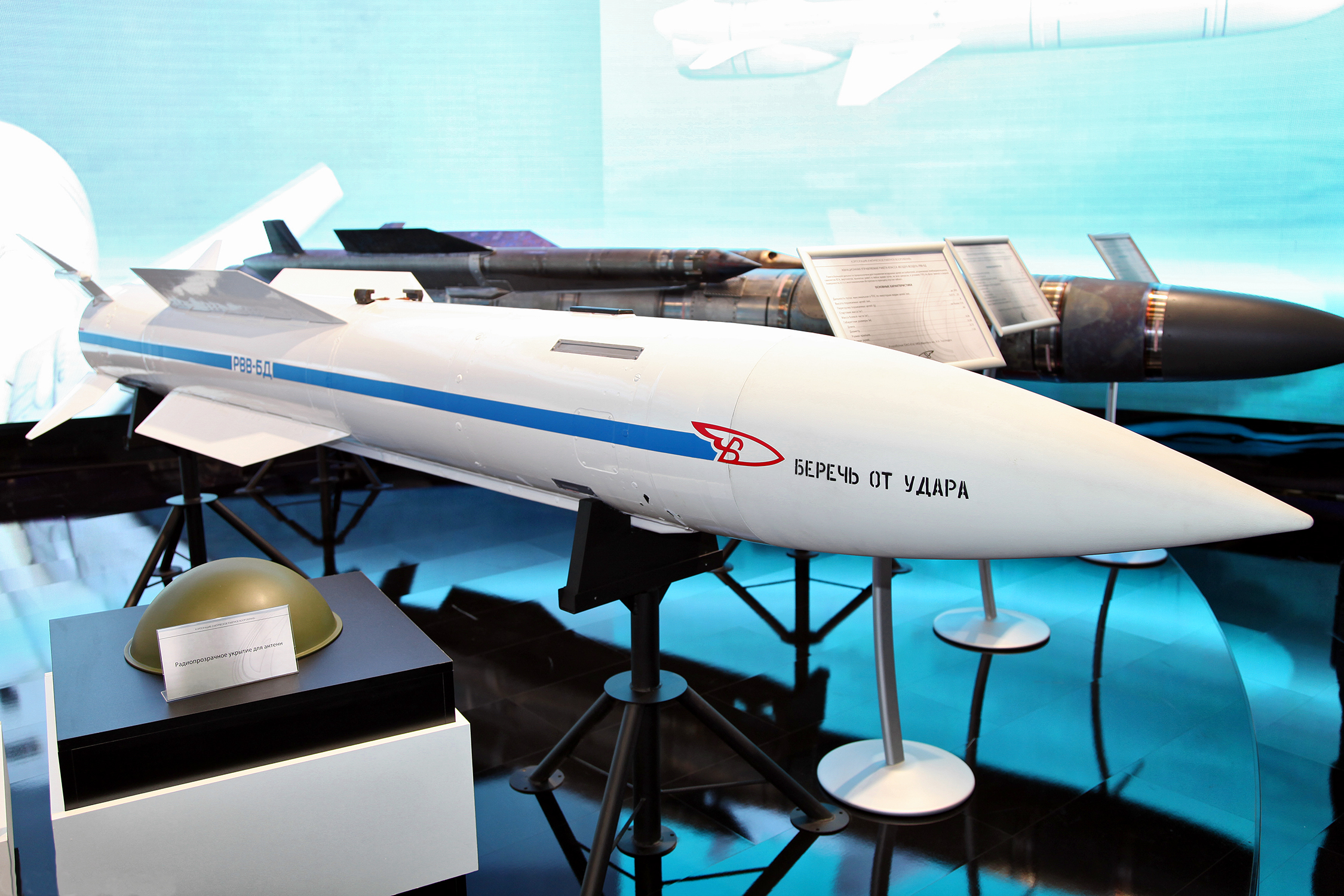
موشک ویمپل آر-۳۷ در نمایشگاه هوایی ماکس

این موشک‌ها براساس نوع سامانه هدایت به دو گروه عمده راداری و حرارت‌یاب تقسیم‌بندی می‌شوند. موشک‌های کوتاه‌برد بیشتر از سیستم حرارت‌یاب و موشک‌های دوربرد بیشتر از هدایت راداری استفاده می‌کنند.
در نوع راداری از امواج رادار و انعکاس از سمت هواپیمای هدف جهت ردیابی و تعقیب هدف استفاده می‌شود. اما در نوع حرارتی، گرمای گازهای خروجی از موتور هواپیمای هدف توسط یک آشکارساز فروسرخ رهگیری و موشک را تا برخورد به هدف هدایت می‌کند.

### هدایت گرمایاب
موشک‌های دارای سامانه هدایتی آشیانه‌یابی فروسرخ یا موشک‌های گرمایاب از قدیمی‌ترین و ساده‌ترین انواع موشک‌های هوابه‌هوا هستند. راهکاری که جهت رهگیری و تعقیب اهداف هوایی در این موشک‌ها استفاده می‌شود اختلاف دمای بسیار زیاد گازهای خروجی از موتور هواپیما و محیط اطراف است. به این ترتیب که یک حسگر حرارتی که در واقع یک دوربین فروسرخ است، در سر موشک نصب شده و به‌طور مرتب در حال دمانگاری می‌باشد. به دلیل اختلاف دمای زیاد گازهای خروجی از موتور هواپیماها و محیط اطراف، موقعیت هواپیما به صورت یک توده بسیار روشن در تصاویر این حسگر مشخص است که همین توده روشن به عنوان هدف مورد تعقیب موشک قرار می‌گیرد. از آنجا که این موشک هیچ نوع وابستگی به رادار ندارد، پس از شلیک کاملاً مستقل عمل نموده و به اصطلاح شلیک و بعد هیچ می‌باشد. به این ترتیب خلبان پس از شلیک صحیح موشک می‌تواند تغییر مسیر داده و حتی منطقه را ترک کند. این موشک‌ها برد مفید کمی داشته و فقط برای مسافت‌های در محدوده میان دید استفاده می‌شوند اما نسبت به موشک‌های هدایت راداری ساده‌تر و ارزان‌تر و سبک‌تر هستند. ایم۹ سایدوایندر از رایج‌ترین و موفق‌ترین انواع موشک‌های گرمایاب است که اولین نوع موشک هوا به هوای ساخته شده توسط ایالات متحده هم به حساب می‌آید. اما مدل‌های بهینه‌سازی شده مانند ایم۹-ایکس که در جنگنده اف-۲۲ راپتور هم استفاده می‌شود تا ۱۵ مایل هم برد عملیاتی دارند.

### هدایت راداری نیمه‌فعال
در سیستم هدایت راداری نیمه فعال، موشک جهت رهگیری و تعقیب هدف از رادار هواپیمای شلیک‌کننده استفاده می‌کند. به این ترتیب که ابتدا خلبان توسط رادار خود هدف را شناسایی و رادار هواپیما را به اصطلاح روی هدف قفل می‌کند. چنانچه تمام شرایط شلیک فراهم باشد، خلبان موشک را رها می‌کند. از این پس حسگر موجود در سر موشک امواج رادار منعکس شده هواپیمای مادر از سمت هدف را تعقیب می‌کند. به همین دلیل خلبان ناگزیر است تا زمان برخورد موشک به هدف، هواپیمای هدف را تعقیب نموده و رادار خود را نیز بر روی آن قفل نگه دارد. مشکل اساسی این نوع موشک نداشتن سامانه رادار مختص خود موشک می‌باشد. از آنجا که رادار به منزله چشم خلبان در آسمان می‌باشد، خلبان در مدت حرکت موشک تا برخورد فقط به دید چشمی خود متکی است و برای هدایت مؤثر موشک حتی نمی‌تواند از مانورهای فرار استفاده کند. از این رو این موشک‌ها در عین دقت و کاربرد بسیار، تا حدودی خطرناک نیز هستند.

### هدایت راداری فعال
با پیشرفت تکنولوژی، امکان نصب یک سامانه رادار کامل در یک موشک هوا به هوا ایجاد شد. به این ترتیب این نسل از موشک‌ها دارای یک سامانه راداری کامل و مستقل است. این سامانه پیش از شلیک موشک اطلاعات مربوط به هدف را از رادار هواپیما دریافت می‌کند و هدف را مشخص می‌نماید. بلافاصله پس از شلیک رادار داخلی موشک فعال شده و هدف مشخص شده را به صورت مستقل رهگیری و تعقیب می‌نماید. به این ترتیب مزیت اصلی این موشک قابلیت شلیک کن و فراموش کن بودن آن است. موشک ایم۱۲۰ آمرام و ایم-۵۴ فینیکس از نمونه‌های معروف چنین موشک‌هایی هستند.